# Транспортно-відвальна система розробки кар'єра

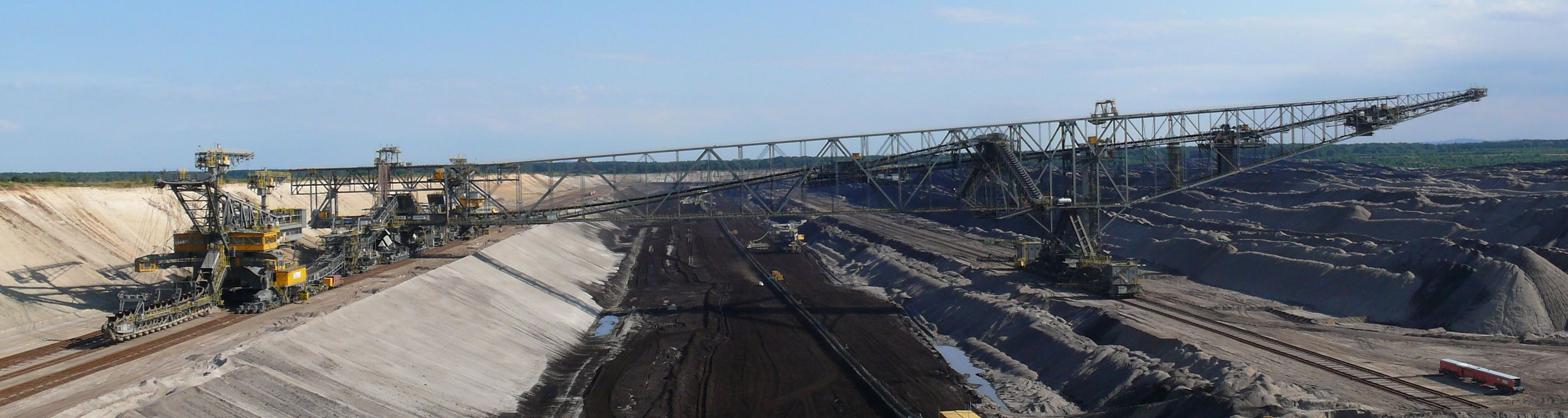
.

Транспортно-відвальна система розробки кар'єра — порядок виконання гірн. робіт на кар'єрах, при якому всю або частину об'єму розкривної товщі переміщують у вироблений простір за допомогою транспортно-відвальних мостів або консольними відвалоутворювачами.
Вперше почала застосовуватися з 20-30-х рр. ХХ ст. на кар'єрах Німеччини. В Україні набула поширення з кін. 40-х — поч. 50-х рр. (Марганецький і Орджонікідзевський ГЗК, ВО «Александріявугілля», ВО «Укрвогнетривнеруд», Керченський ЗРК). Спочатку в комплексах обладнання використовувалися мости, а з освоєнням вітчизн. техніки безперервної дії вони були витіснені відвалоутворювачами з довж. стріли 90-180 м. Область застосування Т.-в.с.р. обмежується м'якими г.п., горизонтальними або слабкопохилими родов. з потужністю пласта корисної копалини до 20-25 м, терміном служби кар'єру не менше 15-20 років. Застосування Т.-в.с.р. дозволяє розвивати велику виробничу потужність підприємства (до 10-15 млн т на рік) і високу продуктивність праці по розкриву (до 250—400 м3 на вихід одного робітника), а також забезпечити низьку собівартість розробки) м3 розкриву. У перспективі прогнозується збільшення обсягів використання Т.-в.с.р.